# École Nationale Supérieure de l'Électronique et de ses Applications
A Escola Nacional Superior de Eletrônica e de suas Aplicações (ENSEA) é uma grande école francesa de engenheiros, generalista e pública, situada em Cergy-Pontoise, Val-d'Oise. É membra da Conferência das Grandes Escolas (CGE) e, desde a sua fundação, habilitada pela Comissão de Títulos de Engenheiros a entregar o diploma de Engenheiro da ENSEA.
Foi fundada em 1952 como I’ENREA (do francês l’Institut d’électromécanique, de radioélectromécanique et d’électrométallurgie), convertendo para ENSEA em 1976.